# Rituals (soap opera)
Rituals è stata una soap opera statunitense andata in onda in syndication dal 10 settembre 1984 al 6 settembre 1985. La soap, creata da Gene Palumbo, Ken Corday e Charleen Keel (l'autrice del romanzo Rituals, da cui essa fu tratta) durò una sola stagione, per un totale di 260 episodi andati in onda.

## Trama
La soap opera è ambientata nella fittizia cittadina di Wingfield, in Virginia, dove hanno sede le Wingfield Mills e le Chapin Industries, aziende che rappresentavano la forza lavoro del luogo. La cittadina ospita anche il collegio femminile Haddon Hall. La trama prende le mosse dai rapporti tra le famiglie Chapin, Gallagher e Robertson e i vari personaggi secondari che gravitano all'interno della storia.
Il serial inizia con la morte e il funerale della matriarca della famiglia Chapin, Katherine. Durante il rito funebre, sua figlia Taylor fa ritorno a Wingfield e la lettura del testamento di Katherine mette la figlia e i vari componenti della famiglia l'una contro gli altri.
Buona parte del serial è ambientato nel collegio, guidato da Carter Robertson, nemico giurato della famiglia Chapin, anche quando in seguito scopre di essere il figlio illegittimo di Patrick Chapin. Sua moglie Christina è la sorella di Sara, a sua volta sposata al sordido Eddie Gallagher, che verrà ucciso dalla sua stessa figlia, in seguito alle ripetute violenze che questa aveva subito da parte sua. In questa occasione, la produzione - per cercare di attirare spettatori - aveva indetto un concorso in cui si chiedeva agli spettatori di indovinare chi erano la vittima e il killer.
La soap non ebbe il successo sperato, forse a causa dei continui rimaneggiamenti nel cast (basti pensare che il personaggio di Taylor fu interpretato da tre attrici diverse in poco tempo), e fu cancellata dopo un anno dal suo debutto.

## Personaggi principali
- Carter Robertson (Monte Markham) – Direttore del collegio femminile Haddon Hall. Sposato con Christina. Figlio illegittimo di Patrick Chapin. Accidentalmente raggiunto da un colpo di pistola sparato da sua moglie, finisce sulla sedia a rotelle.
- Christina Robertson (Christine Jones) – Moglie di Carter, sorella di Sara Gallagher. Avrebbe sparato accidentalmente a suo marito e dedica la sua vita a prendersi cura di lui.
- Patrick Chapin (Dennis Patrick) – Capofamiglia dei Chapin nonché titolare della Wingfield Mills e delle Chapin Industries, è uno degli uomini più ricchi di Wingfield.  Padre di Brady, Taylor e Carter Robertson. Nonno di Julia Field. Sposato a Katherine, morta all'apertura della soap opera, morirà anche lui nel corso del serial.
- Brady Chapin (Marc Poppel, Jon Lindstrom) – Playboy irresponsabile, è figlio di Patrick, fratello di Taylor e fratellastro di Carter Robertson.
- Taylor Chapin Field von Platen (Jo Ann Pflug; Tina Louise) – Figlia di Patrick, sorella di Brady, sorellastra di Carter Robertson. Aveva sposato in prime nozze C.J. Field da cui ha avuto una figlia, Julia, con la quale ha un cattivo rapporto. Appare nella soap nel primo episodio facendosi portare con un elicottero al funerale di sua madre Katherine. Avrà una relazione con Logan Williams.
- C.J. Field (Peter Haskell) – Ricco primo marito di Taylor Chapin e padre di Julia, con la quale vive.
- Julia Field (Andrea Moar) – Figlia di C.J. Field e Taylor Chapin. Ha un cattivo rapporto con sua madre ed al contempo un buonissimo rapporto con suo padre con il quale vive.
- Maddie Washington (Lynn Hamilton) – Governante di casa Chapin e madre di Lucky, che ha cresciuto da sola.
- Lucky Washington (Randy Brooks; Lawrence Hilton-Jacobs) – Figlio di Maddie Washington, non ha mai conosciuto suo padre.
- Dakota "Koty" Lane (Claire Yarlett; Mary Beth Evans) – Attrice, è figlia di Cherry Lane.
- Logan Williams (George Lazenby) – Amante di Taylor Chapin, è uno scrittore.
- Cherry Lane (Sharon Farrell) – Madre di Dakota Lane.
- Eddie Gallagher (Greg Mullavey) – Proprietario di una tavola calda.  Marito di Sara, padre di Jeff e Noel Gallagher. Fratello di Tom e Mike. Verrà ucciso da sua figlia Noel in seguito alle ripetute violenze subite da parte sua.
- Tom Gallagher (Kevin Spirtas) – Fratello di Mike e Eddie. Sposato con Diandra Santiago.
- Mike Gallagher (Kin Shriner) – Fratello di Tom e Eddie. Sposato con Lacey Jarrett.
- Diandra Santiago Gallagher (Gina Gallego) – Figlia di un ex-politico latino-americano, Enrique Santiago. Sposata con Tom Gallagher.
- Lacey Jarrett Gallagher (Philece Sampler) – Sposata con Mike Gallagher, insegna Arte all'Haddon Hall.
- Sara Gallagher (Lorrine Vozoff; Laurie Burton) – Sorella di Christina Robertson, è molto più gentile e seria della sua ricca sorella. Sposata con Eddie Gallagher, è madre di Jeff e Noel.
- Noel Gallagher (Karen Kelly) – Figlia di Eddie e Sara Gallagher. Sorella di Jeff, Studia all'Haddon Hall. Ucciderà suo padre in seguito alle ripetute violenze sessuali subite da parte sua.
- Jeff Gallagher (Tim Maier) – Figlio di Eddie e Sara e fratello di Noel.
- Michelle Davenport (Kelly Bennett); Lisa Thompson (Wesley Ann Pfenning); Patty DuPunt (Winifred Freedman) – Studentesse all'Haddon Hall e amiche di Noel Gallagher. Patty, nonostante la giovane età, è sposata con Bernhardt Kraus.
- Marissa Mallory (Patti Davis; Janice Heiden) – Donna manipolatrice, è la "cattiva" della soap insieme a Taylor Chapin e Christina Robertson.
- Bernhardt Kraus (Cameron Smith) – Giovane uomo sposato con la studentessa dell'Haddon Hall, Patty DuPunt.

## Diffusione italiana
In Italia, la soap fu trasmessa dal 1987 al 1988 dal circuito Odeon TV e replicata negli anni '90 dalle reti locali legate al circuito di Italia 7.